# 세녜라
세녜라(카탈루냐어: senyera, 스페인어: señera)는 스페인의 카탈루냐 지방, 아라곤 지방, 발렌시아 지방에서 두루 쓰이는 깃발이다. 노란색 바탕에 붉은색 가로 줄무늬 4개가 그려져 있다. 이 문양은 원래 중세에 있었던 아라곤 연합왕국의 국왕의 표식이었다.
현재 세녜라를 바탕으로 하는 기를 채택한 스페인의 자치 지방은 아라곤, 카탈루냐, 발레아레스 제도, 발렌시아 등이다. 스페인-프랑스 국경 지대에 위치한 프랑스 피레네조리앙탈주에서도 세녜라의 문장이 쓰인다.

## 세녜라를 바탕으로 하는 기

### 현용기

아라곤 지방
발레아레스 제도
바르셀로나
바르셀로나주
카스테욘데라플라나
카탈루냐 지방
지로나주
이비사섬
예이다주
마요르카
미노르카
프로방스알프코트다쥐르
루시용
발렌시아시와 발렌시아 지방

### 역사적 깃발

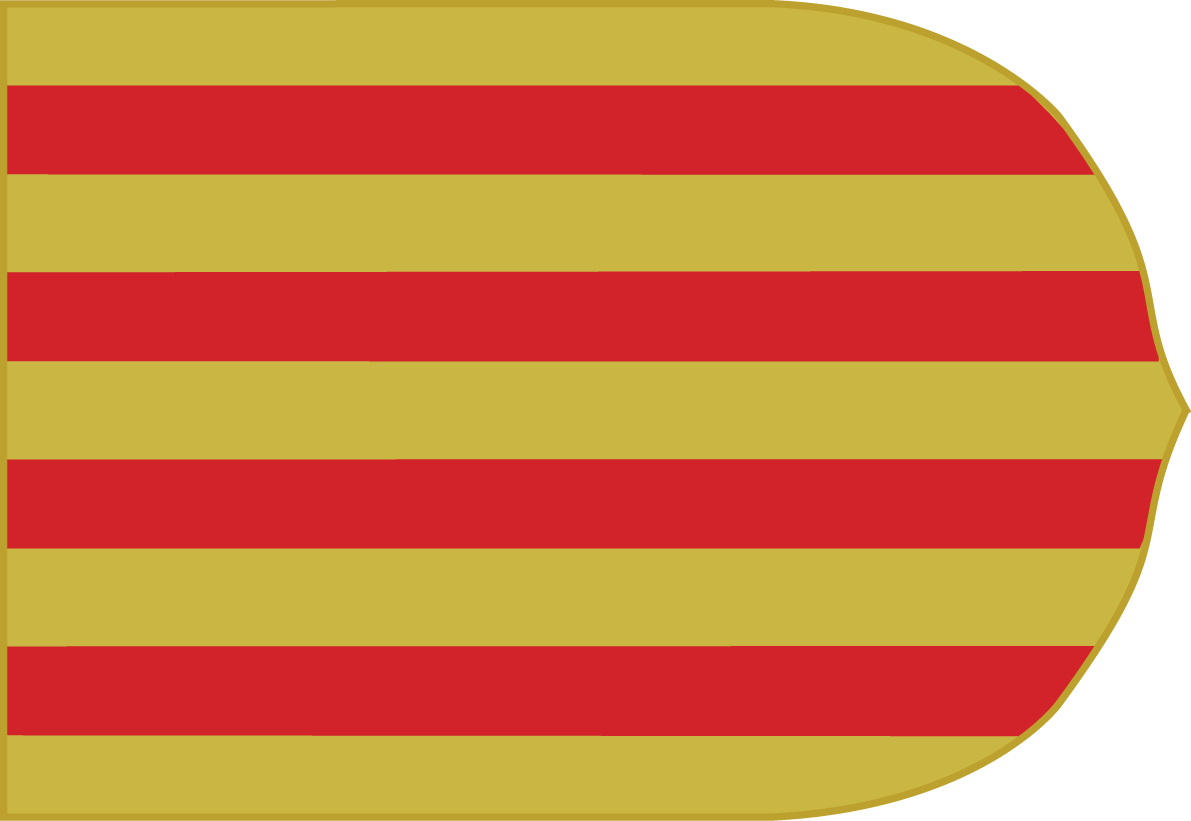
아라곤 연합왕국 기
발렌시아 커뮤니티

### 정치적 깃발

Estrelada aragonesa (아라곤 국가주의자 기)
에스텔라다 (카탈루냐 독립주의자 기)
카탈루냐 사회주의자 기
발렌시아 국가주의자 기

## 같이 보기
- 에스텔라다
- 스페인의 국기
- 안도라의 국장